# آماده سقوط
«آمادهٔ سقوط» (به انگلیسی: Ready to Fall) اولین تک‌آهنگ آلبوم رنجبر و رنج‌بین اثر گروه پانک راک رایز اگنست است. این آهنگ مورد استفاده بازی ایکس گیم قرار گرفت. همچنین در سال ۲۰۰۹ در بازی‌های رایانه‌ای گیتار هیرو: ورلد تور و تپ تپ ریونج ۳ قرار گرفت.
آماده بسوی سقوط در فیلم سینمایی ۱۲روندز با بازی «جان سینا» اسفاده شده‌است.

## موزیک ویدئو
ویدئوی «آماده بسوی سقوط» که توسط کوین کرسلیک کارگردانی شده‌است اعضای گروه را در جنگل تخریب شده‌ای نشان می‌دهد که در حال اجرای آهنگ هستند. ویدئو همچنین صحنه‌هایی از شکار بی‌رویه، قطع درختان جنگلی، شکار بی‌موقع حیوانات، دود ماشین‌ها و کارخانه‌ها، ریختن سوخت کشتی‌ها به دریا و از بین رفتن حیوانات آبزی را نیز نمایش می‌دهد.